# Classe Bittern
La Classe Bittern était une classe de trois navires d'escorte à long rayon d'action utilisés pendant la Seconde Guerre mondiale par la Royal Navy.

## Design
La classe Bittern a été construite comme des navires d'escorte légers à longue portée avec une capacité anti-aérienne limitée. Ils étaient équipés de stabilisateurs Denny-Brown et d'un système de contrôle de tir HACS.
Trois navires ont été construits: le HMS Enchantress (initialement appelé Bittern, mais renommé avant son lancement en 1934), le HMS Stork et le HMS Bittern.
L'Enchanteress était le premier de la classe et a été construite comme un yacht d'amiral armé. L'armement était composé de deux canons simples de 4,7 pouces vers l'avant et de quatre canons de 3 livres pour saluer. L'armement antiaérien a été installé au début de la guerre, mais la tourelle arrière, à l'origine remplacée par un logement, n'a jamais été installée.
Le Stork n'était pas armé à la fin de sa construction, mais avec une provision pour six canons de 4 pouces, plus des armes de Lutte antiaériennes et de lutte anti-sous-marines; elle a servi de navire d'école en Extrême-Orient. Son armement principal a été ajouté au début de la guerre.
Le Bittern a été achevé comme prévu, avec le même armement que le Stork.
Le design a servi de base aux sloops des classes Egret et des classes Black Swan.

## Les bâtiments
| Navire      | Chantier                                                         | Lancement        | Statut                                                             |
| ----------- | ---------------------------------------------------------------- | ---------------- | ------------------------------------------------------------------ |
| Enchantress | John Brown Shipbuilding & Engineering Company Limited, Clydebank | 21 décembre 1934 | Vendu en 1946                                                      |
| Stork       | William Denny and Brothers, Dumbarton                            | 21 avril 1936    | Détruit en 1958                                                    |
| Bittern     | J S White & Company, Cowes                                       | 14 juillet 1937  | Coulé par des bombes au large de Namsos, Norvège, le 30 avril 1940 |

## Historique du service
- Enchantress a servi d'escorte de convoi tout au long de la guerre, et a été crédité de la destruction d'un sous-marin italien. Il a survécu à la guerre et a été vendu au service civil en 1946, rebaptisée Lady Enchantress. Il a été dissout en 1952.
- Stork a été achevé en tant que bâtiment hydrographique non armé et n'a été armé qu'après le début de la guerre. Il a également servi d'escorte de convoi et a été le navire de haut rang dans le 36e groupe d'escorte de la Royal Navy sous les ordres du commander Frederic John Walker. Il a été crédité de la destruction de quatre sous-marins. Le Stork est resté en service jusqu'à sa dissolution en 1958.
- Bittern a été achevé comme prévu. Il a participé à la campagne de Norvège, mais a été perdu lors d'attaques aériennes à Namsos en 1940.